# Sergio Trujillo Magnenat
Sergio Trujillo Magnenat (Manzanares, Caldas, 21 de febrero de 1911 - Bogotá, 8 de diciembre de 1999) fue un pintor, dibujante, cartelista, escultor e ilustrador colombiano, de padre colombiano y madre suiza.

## Biografía
Fue alumno de la Escuela de Bellas Artes de Bogotá, Colombia.Sus profesores fueron  Francisco Antonio Cano en pintura, y Gustavo Arcila Uribe, en  escultura y cerámica. 
Por iniciativa propia comenzó a trabajar en El romancero del virrey Solís, su primer libro manuscrito con ilustraciones al temple.  
En 1932 hace ilustraciones para la sección literaria del diario El Tiempo y para la revista Mundo al día. Trabaja en cerámica y  dibujo. 
Pinta el óleo La muerte y la doncella, uno de sus cuadros más célebres y que se considera, junto con Mujer sobre tréboles, como una de las obras más importantes de la pintura colombiana del siglo XX. 
Sin embargo, algunos de sus  colegas y alumnos de la Escuela de Bellas Artes señalan  similitudes muy cercanas entre sus cuadros y los de sus maestros y profesores en la escuela de Bellas Artes, sobre todo de Francisco Antonio Cano. Entre su pintura  "La voluptuosidad del mar", y la obra posterior de Trujillo, "Mujer sobre tréboles".
Mientras elaboraba Toi et moi, su segundo libro manuscrito con ilustraciones al temple y textos en tinta china y oro, de marcada influencia art decó, es nombrado director de la Sección de Artes Decorativas de la Escuela de Bellas Artes de Bogotá. Poco después, asume el cargo de director de publicaciones del Ministerio de Educación Nacional.
La cubierta del Cantique de cantiques du roi Suleíman (Cantar de los cantares del rey Salomón), la elaboró en estaño repujado con incrustaciones en cerámica, y las páginas las hizo, al igual que las del Toi et moi, de su puño y letra mediante la trascripción caligráfica de los textos, “adornando e iluminando las letras capitales con detalles que utilizan los recursos estéticos característicos de los manuscritos medievales pero con  trazos modernos. Cada manuscrito contiene varios de sus dibujos que recrean las escenas y las sensaciones evocadas en los cantos o poemas”.
En el I Salón Anual de Artistas Colombianos obtiene la medalla de plata con las obras Pastora, Anunciación y Composición (La muerte y la doncella). En el II Salón Anual ganó la medalla de oro con el óleo Retrato de doña Sara Dávila Ortiz, su mujer.

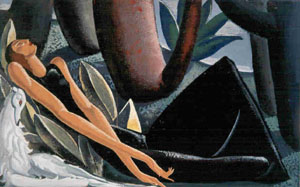
La Bella Durmiente, temple sobre cartón. Sergio Trujillo Magnenat (1932).

Trujillo Magnenat  pertenece a la generación de los precursores del arte moderno en Colombia, quienes se distinguieron por alejarse de las normas clásicas. Estuvo atento al espíritu renovador que a escala internacional impulsó la escuela Bauhaus con su lema: “arte y técnica: una nueva unidad”. 
En 1953, el arquitecto suizo Víctor Schmid le diseñó su casa, basada en los principios de la arquitectura moderna de Le Corbusier.
La difusión masiva de la obra de arte podría ser uno de los objetivos fundamentales de Trujillo y un denominador común del arte colombiano del periodo, con su creciente interés por el muralismo.  
Ilustró los principales diarios y revistas de Colombia, y  diferentes clases de libros. 

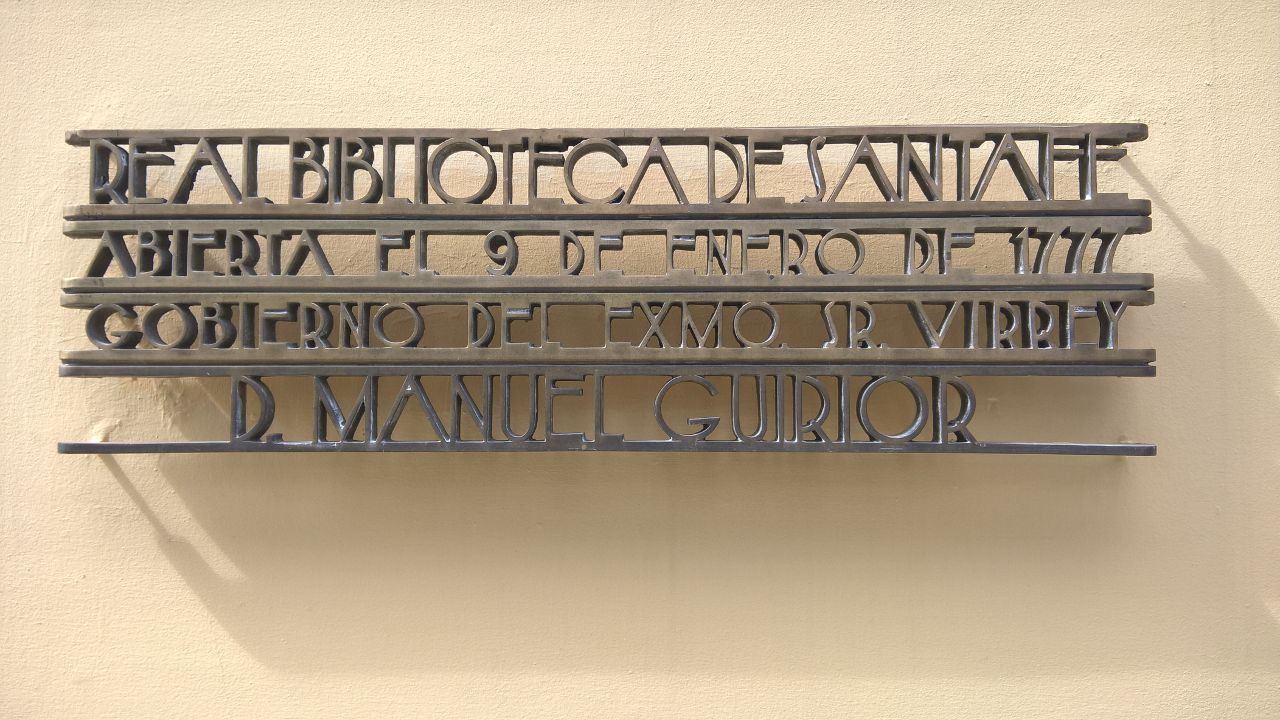
Anuncio diseñado por Sergio Trujillo Magnenat a la entrada de la Biblioteca Nacional de Colombia: "Real Biblioteca de Santafe abierta el 9 de enero de 1777 Gobierno del Excmo. Sr. Virrey D. Manuel Guirior."

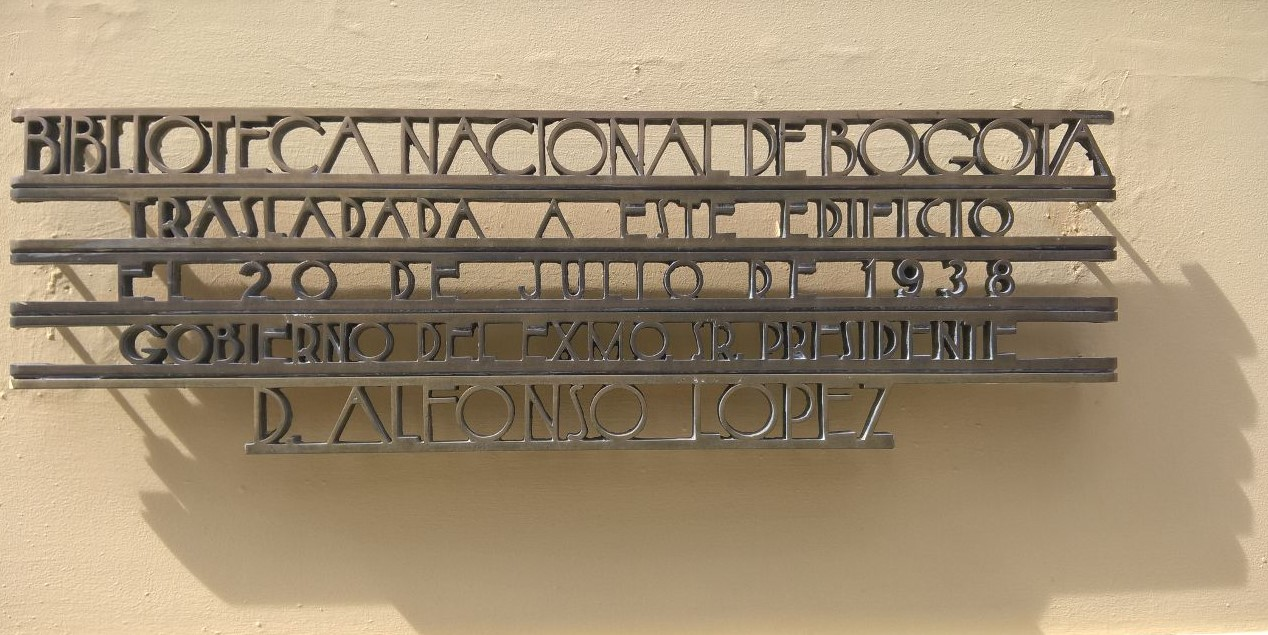
Anuncio diseñado por Sergio Trujillo Magnenat a la entrada de la Biblioteca Nacional de Colombia: "Biblioteca Nacional de Bogotá trasladada a este edificio el 20 de julio de 1938 Gobierno del Excmo. Sr. Presidente D. Alfonso López."

Realizó murales  en algunos sitios públicos y en fábricas;  litografías con que ornó algunas escuelas públicas del país;  diseñó  muebles, lámparas, baldosines y juguetes;  elaboró carteles para eventos culturales y deportivos, como los que hizo para los Juegos Deportivos Bolivarianos que se llevaron a cabo en 1938, en Bogotá. En esos carteles  se destacan las figuras estilizadas, de colorido equilibrado, así como un particular manejo de los volúmenes y un novedoso sentido de la abstracción.  Revelan al dibujante preciso y desenvuelto. En la esquematización dinámica de los deportistas se vislumbra también la velocidad del movimiento, característica fundamental del futurismo italiano. 
Esta clase de obras, junto con las carátulas elaboradas para la revista América, el Suplemento literario de El Tiempo,  la Revista de las Indias y la revista infantil Rin Rin, lo convirtieron en uno de los pioneros del diseño gráfico  en el país.
Decía el escritor Germán Arciniegas,  que Sergio  Trujillo Magnenat, por su formación literaria y artística, era un  artista polifacético, y fecundo ilustrador de su tiempo, que se apartaba de la tradición española y tendía a seguir la corriente de los ilustradores franceses.   
La reconocida crítica  de arte Marta Traba, como afirma su hija Carlolina Trujillo Dávila, ( ver cita en "El mundo oculto del vestuario anclado en un bar fantasma de las Torres del Parque", Bogotá: El Tiempo, 4 de noviembre de 2024,  pág. 1.8) no lo consideró un artista importante, ni bien definido estéticamente, y "lo borró de un plumazo". Marta Traba rechaza en él la imitación de estilos ajenos y  su eclecticismo.
Alguna crítica reciente,  posterior a Marta Traba,  dice que " su trabajo ha sido a veces modernista, a veces romántico, a veces realista. Quiere romper con la tradición y proponer alternativas a la estética que caracterizó el arte académico. Su obra es claramente ecléctica, no puede inscribirse dentro de ningún 'ismo'. Trujillo se afirma en la singularidad de su trabajo, sin prescindir de lo que se ve, se vive y se siente en su tiempo".
Al decir del crítico de arte Germán Rubiano, “dentro de su generación, Sergio Trujillo Magnenat fue una figura insular. Y lo es porque su obra es demasiado varia ... y así como es nacionalista en sus óleos y acuarelas de paisajes sabaneros y costeños, o en sus muchas ilustraciones de la historia patria, y  como ha procurado llegar a la gente a través de varios murales y  dibujos publicados en libros, revistas y periódicos, también abunda en retratos familiares, figuras ideales, asuntos religiosos y escenas de la historia universal”.
En sus   cuadros  se observan referencias al tenebrismo, al claroscuro, al puntillismo, al postimpresionismo, al simbolismo, al cubismo,  al futurismo, al arte del Antiguo Egipto y al art deco. También recreó, por medio de la pintura, mitos y leyendas, e incursionó en el surrealismo en los años 70.
Algunos críticos de arte han señalado en él un estilo de americanismo  muy cercano a veces a la manera de los mexicanos Orozco y Siqueiros. Recreó en murales la Batalla del Pantano de Vargas y la historia del general independentista José Hilario López.
En 1994,  el Museo de Arte Moderno realizó una exposición antológica de las obras de Sergio Trujillo Magnenat , que fue  la retrospectiva más completa y significativa  de su obra.
Falleció en Bogotá en 1999.

## Vida personal
En enero de 1939 se casó con Sara Dávila Ortiz, con quien tuvo seis hijos:  María Cristina,  Carolina, María Clara, Sergio, Jaime y Alberto.
Estuvo siempre enamorado de la dibujante y ceramista Carolina Cárdenas, quien no lo aceptó en matrimonio.